# 악의 교전
《악의 교전》(悪の教典 아쿠노쿄텐[*], Lesson of the evil)은 기시 유스케의 일본 소설이다. 《별책 분게이슌주》 2008년 7월호부터 2010년 7월호까지 연재됐으며 2010년 분게이슌주에서 출판됐다.
제1회 야마다 후타로상을 수상했으며 제144회 나오키상과 제32회 요시카와 에이지 문학신인상 후보에 올랐다. 2011년 서점대상에서는 제7위를 기록했다.

## 줄거리
학교 폭력과 헬리콥터 부모, 집단 컨닝, 교사의 음란한 행동 등으로 문제를 겪고 있는 도쿄도 마치다시의 한 사립 고등학교에 근무하는 하스미 세이지는 유능하고 인기있는 교사이지만 한편으로는 자신과 맞지 않는 사람을 차례차례 살해하는 사이코패스라는 사실을 몇몇 학생에게 의심받기 시작한다.
학교 축제 전날, 하스미는 자신에게 방해가 된 여학생을 자살한 것처럼 꾸미지만 도중에 차질이 생겨 살인혐의를 받게 된다. 이 일을 감추기 위해 동료 교사의 소행으로 보이게끔 학교에서 밤을 새서 축제 준비를 하는 학생 모두를 산탄총으로 몰살하려 한다. 이리하며 하룻밤 동안의 피투성이 비극 시작되었다.

## 영화
2012년 11월 10일에 개봉되었으며 미이케 다카시가 감독, 이토 히데아키가 주연을 맡았다.

### 스핀오프 드라마
《악의 교전-서장-》은 앞서의 영화 개봉에 앞서 2012년 10월 15일부터 BeeTV와 d 마켓 VIDEO 스토어에서 전달 된 총 4화에서되는 스핀오프 드라마.